# Fakkelgras-orde
De fakkelgras-orde (Cladonio-Koelerietalia) is een orde uit de klasse van droge graslanden op zandgrond (Koelerio-Corynephoretea). De orde omdat plantengemeenschappen van soortenrijke, droge graslanden op kalkrijk duinzand, met overwegend grassen, grasachtige planten, kruiden, blad- en korstmossen.

## Naamgeving en codering
- Syntaxoncode voor Nederland (rVvN): r14C

De wetenschappelijke naam Cladonio-Koelerietalia is afgeleid van de botanische namen van het geslacht Cladonia, de rendiermossen, en van de kensoort smal fakkelgras (Koeleria macrantha).

## Kenmerken
Voor de kenmerken van deze orde, zie de klasse van droge graslanden op zandgrond.

## Onderliggende syntaxa in Nederland en Vlaanderen
De fakkelgras-orde is in Nederland en Vlaanderen rijk vertegenwoordigd door twee verbonden.
- - duinsterretjes-verbond (Tortulo-Koelerion)
    - duinsterretjes-associatie (Phleo-Tortuletum ruraliformis)
    - kegelsilene-associatie (Sileno-Tortuletum ruraliformis)
    - associatie van oranjesteeltje en langkapselsterretje (Tortello-Bryoerythrophylletum)

  - verbond van droge, kalkrijke duingraslanden (Polygalo-Koelerion)
    - duin-paardenbloem-associatie (Taraxaco-Galietum veri)
    - associatie van wondklaver en nachtsilene (Anthyllido-Silenetum)

## Diagnostische taxa voor Nederland en Vlaanderen
Kruidlaag
| Kentaxon | Diff.soort | Presentie | Triviale naam          | Botanische naam              | Opmerking                   | Afbeelding |
| -------- | ---------- | --------- | ---------------------- | ---------------------------- | --------------------------- | ---------- |
| kO       | -          |           | smal fakkelgras        | Koeleria macrantha           |                             |            |
| kO       | -          |           | ruw vergeet-mij-nietje | Myosotis ramosissima         |                             |            |
| kO       | -          |           | kruipend stalkruid     | Ononis spinosa subsp. repens |                             |            |
| kO       | -          |           | duinviooltje           | Viola curtisii               |                             |            |
| kO       | -          |           | kleine steentijm       | Clinopodium acinos           | buiten Limburg              |            |
| kO       | -          |           | akkerhoornbloem        | Cerastium arvense            | ook voor de struisgras-orde |            |
| kO       | -          |           | zandpaardenbloem       | Taraxacum laevigatum agg.    | ook voor de struisgras-orde |            |
| kO       | -          |           | veldereprijs           | Veronica arvensis            | ook voor de struisgras-orde |            |
| kO       | -          |           | lathyruswikke          | Vicia lathyroides            | ook voor de struisgras-orde |            |
| kK       | -          |           | geel walstro           | Galium verum                 |                             |            |
| kK       | -          |           | gewoon biggenkruid     | Hypochaeris radicata         |                             |            |
| kK       | -          |           | zandzegge              | Carex arenaria               |                             |            |
| kK       | -          |           | zandhoornbloem         | Cerastium semidecandrum      |                             |            |
| kK       | -          |           | vroegeling             | Erophila verna               |                             |            |
| kK       | -          |           | kleine leeuwentand     | Leontodon saxatilis          |                             |            |

Moslaag
| Kentaxon | Diff.soort | Presentie | Triviale naam         | Botanische naam        | Opmerking                   | Afbeelding |
| -------- | ---------- | --------- | --------------------- | ---------------------- | --------------------------- | ---------- |
| kO       | -          |           | vals rendiermos       | Cladonia rangiformis   |                             |            |
| kO       | -          |           | duinbekermos          | Cladonia pocillum      |                             |            |
| kO       | -          |           | buizerdmos            | Rhytidium rugosum      |                             |            |
| kO       | -          |           | zomersneeuw           | Cladonia foliacea      | buiten Limburg              |            |
| kO       | -          |           | gevorkt heidestaartje | Cladonia furcata       | ook voor de buntgras-orde   |            |
| kO       | -          |           | bleek dikkopmos       | Brachythecium albicans | ook voor de struisgras-orde |            |
| kK       | -          |           | gewoon klauwtjesmos   | Hypnum cupressiforme   |                             |            |
| kK       | -          |           | grijze bisschopsmuts  | Racomitrium canescens  |                             |            |
| kK       | -          |           | gewoon purpersteeltje | Ceratodon purpureus    |                             |            |
| kK       | -          |           | klein leermos         | Peltigera rufescens    |                             |            |